# Wodnik (astrologia)

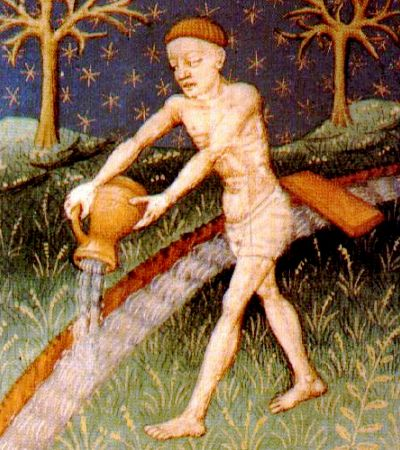
Wodnik

Wodnik (♒) (łac. Aquārius) – jedenasty astrologiczny znak zodiaku. Znak ten jest przypisywany osobom urodzonym w czasie obserwowania Słońca w tym znaku, to znaczy na odcinku ekliptyki pomiędzy 300° a 330° długości ekliptycznej. Wypada to między 19/20 stycznia a 18/19 lutego – dokładne ramy czasowe zależą od rocznika. Czasem przyjmuje się umowne granice – według Evangeline Adams (1868–1932) był to okres między 21 stycznia a 20 lutego. Znak Wodnika przypisuje się również osobom urodzonym w trakcie wschodzenia tego znaku.
Znak stały, powietrzny, związany z Uranem, tradycyjnie również z Saturnem.